# نادي أيزاول
نادي أيزاول لكرة القدم (بالإنجليزية: Aizawl F.C.)‏ هو نادي كرة قدم هندي من أيزاول، ميزورام. تم تأسيسه في عام 1984. في 30 أبريل 2017، أصبح أيزاول أول نادي كرة قدم من الشمال الشرقي يفوز بالدوري الهندي.

## وصلات خارجية
- موقع أيزاول الرسمي